# زمین‌لرزه ۱۹۱۸ سن‌فرمین
زمین‌لرزه سن‌فرمین  در تاریخ ۱۱ اکتبر ۱۹۱۸ میلادی، برابر با ‎۱۸ مهر ۱۲۹۷، ساعت ۱۴:۱۴:۴۰ به زمان یوتی‌سی در پورتوریکو ، منطقه سن‌فرمین رخ داد. ژرفای این زلزله ۳۵ کیلومتر بود. بزرگی آن ۷٫۳ در مقیاس Mw اعلام شده‌است. زمین‌لرزه به وقت محلی در روز جمعه، ساعت ۱۰ روی داده و منطقه زمانی آن یوتی‌سی -۴ بوده‌است .
سازمان زمین‌شناسی آمریکا نیز جای این زمین‌لرزه را در مختصات ۱۸°۳۰′شمالی ۶۷°۳۰′غربی / ۱۸٫۵°شمالی ۶۷٫۵°غربی و بزرگی آنرا برابر با ۷٫۳ در مقیاس ریشتر اعلام کرده‌است. ژرفای گزارش شده از سوی این سازمان ۶۰ کیلومتر می‌باشد.
سونامی نیز در این زلزله گزارش شده‌است.